# 존 바이너

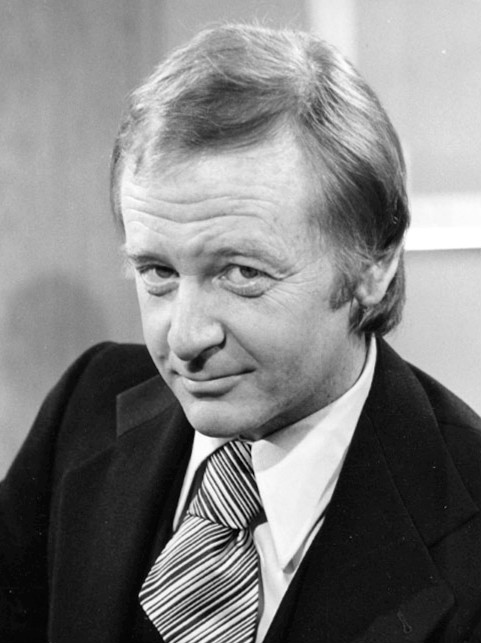

존 바이너(John Byner, 1938년 6월 28일 ~ )는 미국의 배우, 성우이다.
뉴욕에서 태어났다.

## 출연 작품
- 나의 다섯 아내 (2000년)
- 위시마스타 (1997년)
- 외계인 먼치 2 (1994년)
- 트랜실바니아 (1985, Transylvania 6-5000)
- 타란의 대모험 (1985년)
- 스토커 에이스 (1983년)
- 산타 옷을 입은 사나이 (1978, The Man in the Santa Claus Suit)
- 사랑의 데이트 (1978, Three on a Date)
- 그레이트 스모키 로드블럭 (1976년)
- 왓츠 업 덕 (1972년)

### 텔레비전
- 사랑의 유람선 (1986)